# Granville (Massachusetts)
Granville es un pueblo ubicado en el condado de Hampden en el estado estadounidense de Massachusetts. En el Censo de 2010 tenía una población de 1.566 habitantes y una densidad poblacional de 14,06 personas por km².

## Geografía
Granville se encuentra ubicado en las coordenadas 42°5′15″N 72°54′30″O / 42.08750, -72.90833. Según la Oficina del Censo de los Estados Unidos, Granville tiene una superficie total de 111.37 km², de la cual 109.29 km² corresponden a tierra firme y (1.87%) 2.08 km² es agua.

## Demografía
Según el censo de 2010, había 1.566 personas residiendo en Granville. La densidad de población era de 14,06 hab./km². De los 1.566 habitantes, Granville estaba compuesto por el 97.19% blancos, el 0.57% eran afroamericanos, el 0.32% eran amerindios, el 0.32% eran asiáticos, el 0% eran isleños del Pacífico, el 0.38% eran de otras razas y el 1.21% pertenecían a dos o más razas. Del total de la población el 1.85% eran hispanos o latinos de cualquier raza.